# Cenocoelius taiga
Cenocoelius taiga är en stekelart som beskrevs av Sergey A. Belokobylskij 1998. Cenocoelius taiga ingår i släktet Cenocoelius och familjen bracksteklar. Inga underarter finns listade.